# Tineretului (métro de Bucarest)
Pour les articles homonymes, voir Tineretului.
Tineretului est une station de métro roumaine de la ligne M2 du métro de Bucarest. Elle est située boulevard Dimitrie Cantemir, en limite du quartier Tineretului, Sector 4 de la ville de Bucarest.
Elle est mise en service en 1986.
Exploitée par Metrorex elle est desservie par les rames de la ligne M2 qui circulent quotidiennement entre 5 h 0 et 23 h 0 (heure de départ des terminus). Une station du tramway de Bucarest et des arrêts d'autobus sont à proximité.

## Situation sur le réseau
Établie en souterrain, la station Tineretului est située sur la ligne M2 du métro de Bucarest, entre les stations Piața Unirii 2, en direction de Pipera, et Eroii Revoluției, en direction de Berceni.

## Histoire
La station « Tineretului » est mise en service le 24 janvier 1986, lors de l'ouverture à l'exploitation du tronçon, long de 9,96 kilomètres, de Piața Unirii 2 à Depoul IMGB (ancien nom de Berceni).

## Service des voyageurs

### Accueil
La station dispose d'une bouche sur le boulevard Dimitrie Cantemir à l'angle avec le boulevard Gheorghe Şincai . Des escaliers, ou des ascenseurs pour les personnes à mobilité réduite, permettent de rejoindre la salle des guichets et des automates pour l'achat des titres de transport (un ticket est utilisable pour un voyage sur l'ensemble du réseau métropolitain).

### Desserte
À la station Tineretului la desserte quotidienne débute avec le passage de la première rame, partie du terminus le plus proche à 5 h 0 et se termine avec le passage de la dernière rame, partie du terminus le plus éloigné à 23 h 0.

### Intermodalité
Des arrêts de transports en commun sont situés à proximité : la station Liceul Gheorghe Şincai du tramway de Bucarest (ligne 1) et des arrêts de bus (lignes 116, N105, N106, N112 et 332).